# Comuna de Rusinów
Rusinów (polaco: Gmina Rusinów) é uma gminy (comuna) na Polónia, na voivodia de Mazóvia e no condado de Przysuski. A sede do condado é a cidade de Rusinów.
De acordo com os censos de 2004, a comuna tem 4451 habitantes, com uma densidade 53,7 hab/km².

## Área
Estende-se por uma área de 82,93 km², incluindo:
- área agricola: 68%
- área florestal: 25%

## Demografia
Dados de 30 de Junho 2004:
|                      | Total   | Total | Mulheres | Mulheres | Homens  | Homens |
| -------------------- | ------- | ----- | -------- | -------- | ------- | ------ |
|                      | pessoas | %     | pessoas  | %        | pessoas | %      |
| População            | 4451    | 100   | 2239     | 50,3     | 2212    | 49,7   |
| Densidade (pop./km²) | 53,7    | 100   | 27       | 27       | 26,7    | 26,7   |

De acordo com dados de 2002, o rendimento médio per capita ascendia a 1263,61 zł.

## Subdivisões
- Bąków, Bąków-Kolonia, Brogowa, Gałki, Grabowa, Karczówka, Klonowa, Krzesławice, Nieznamierowice, Przystałowice Małe, Rusinów, Władysławów, Wola Gałecka, Zychorzyn.

## Comunas vizinhas
- Drzewica, Gielniów, Klwów, Odrzywół, Potworów, Przysucha